# اولد گارلاک (کالیفرنیا)
اولد گارلاک (به انگلیسی: Old Garlock) یک منطقهٔ مسکونی در ایالات متحده آمریکا است که در شهرستان کرن، کالیفرنیا واقع شده‌است. اولد گارلاک ۶۰۵ متر بالاتر از سطح دریا واقع شده‌است.